# Vicariat apostolique de Puerto Leguízamo-Solano
Le vicariat apostolique de Puerto Leguízamo-Solano (en latin : Vicariatus Apostolicus Portus Leguizamensis-Solanensis ; en espagnol : Vicariato apostólico de Puerto Leguízamo-Solano) est un vicariat apostolique de l'Église catholique en Colombie directement soumis au Saint-Siège.

## Territoire

Il comprend trois municipalités situées sur trois département différents : Leguízamo (département de Putumayo), Solano (département de Caquetá) et Puerto Alegría (département d'Amazonas). 
Il possède un territoire d'une superficie de 56 000 km2 divisé en 7 paroisses. Le siège épiscopal est dans la ville de Puerto Leguízamo où se trouve la cathédrale Notre-Dame-du-Mont-Carmel.

## Historique
Le vicariat apostolique est érigé le 21 février 2013 par la constitution apostolique Caritas Domini du pape Benoît XVI en prenant sur les territoires des vicariats apostoliques de Leticia et San Vicente-Puerto Leguízamo (aujourd'hui diocèse de San Vicente del Caguán). La mission d'évangélisation est confiée aux missionnaires de la Consolata.

## Évêque
- Joaquím Humberto Pinzón Güiza, I.M.C, depuis le 21 février 2013